# يونس بن مرزوق
يونس بن مرزوق (بالفرنسية: Younes Bnou Marzouk)‏ (2 مارس 1996 في فرنسا - ) هو لاعب كرة قدم فرنسي في مركز الهجوم.

## وصلات خارجية
- يونس بن مرزوق على موقع الاتحاد الأوربي (الإنجليزية)
- يونس بن مرزوق على موقع قاعدة بيانات كرة القدم.إي يو (الإنجليزية)
- يونس بن مرزوق على موقع Soccerway.com (الإنجليزية)
- يونس بن مرزوق على موقع كووورة
- يونس بن مرزوق على موقع AS.com (الإسبانية)